# Gustav Fridolin

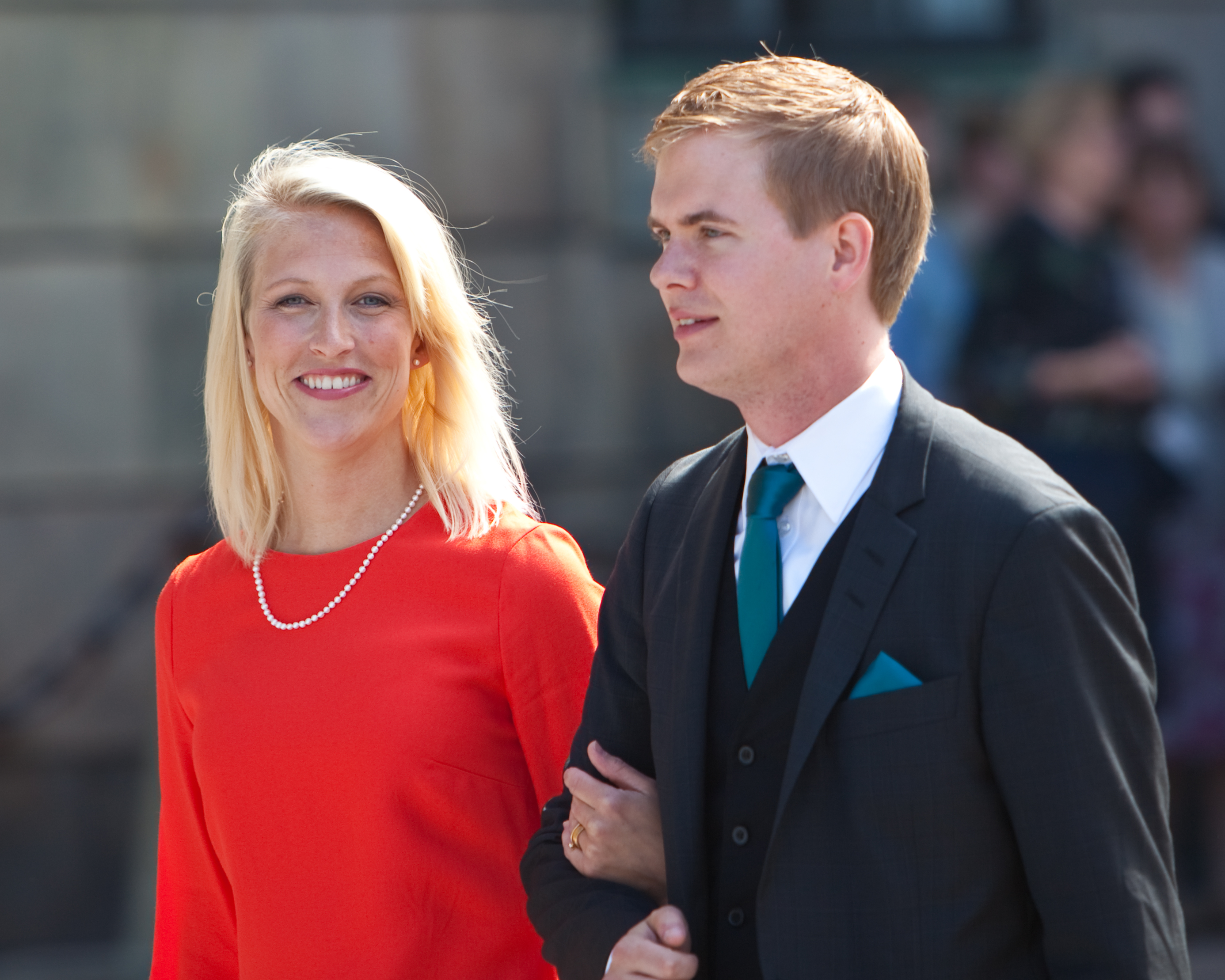
Fridolin y esposa, en 2012.

Per Gustav Edvard Fridolin (Vittsjö, provincia de Escania, 10 de mayo de 1983) es un político sueco. Es desde 2011 líder del Partido Verde, junto con Åsa Romson. Es actualmente ministro de Educación.